# Berliner Landespokal 2010/11
Der Berliner Pilsner-Pokal 2010/11 war die 85. Austragung des Berliner Landespokals der Männer im Amateurfußball, der vom Berliner Fußball-Verband durchgeführt wurde. Der BFC Dynamo sicherte sich zum zweiten Mal nach 1999 den Landespokal, in dem man im Finale gegen den SFC Stern 1900 aus der Berlin-Liga mit 2:0 besiegte. Damit qualifizierten sich der BFC Dynamo für den DFB-Pokal 2011/12.

## Kalender
Die Spiele des diesjährigen Berliner Landespokal wurden an folgenden Terminen ausgetragen:
| Runde               | Datum                           | Spiele | Vereine   |
| ------------------- | ------------------------------- | ------ | --------- |
| Qualifikationsrunde | 14. – 31. August 2010           | 55     | 183 → 128 |
| 1. Hauptrunde       | 11. September – 6. Oktober 2010 | 64     | 128 → 640 |
| 2. Hauptrunde       | 7. – 20. Oktober 2010           | 32     | 64 → 32   |
| 3. Hauptrunde       | 8. – 16. Februar 2011           | 16     | 32 → 16   |
| Achtelfinale        | 15. – 23. März 2011             | 8      | 16 → 80   |
| Viertelfinale       | 20. – 25. April 2011            | 4      | 8 → 4     |
| Halbfinale          | 18. Mai 2011                    | 2      | 4 → 2     |
| Finale              | 8. Juni 2011                    | 1      | 2 → 1     |

## Teilnehmende Mannschaften
Am Berliner Landespokal 2010/11 nahmen alle 183 Berliner 1. Herrenmannschaften von der Regionalliga Nord bis zur Kreisliga C sowie der Pokalsieger der Freizeitliga teil.
Die Mannschaften gliederten sich für den Berliner Landespokal wie folgt nach Ligaebene auf (In Klammern ist die Ligaebene angegeben, in der der Verein spielt):
| Regionalliga Nord Berliner Vertreter der Saison 2010/11 | Oberliga Nordost Berliner Vertreter der Saison 2010/11                                                                             | Berlin-Liga 18 Vertreter der Saison 2010/11 | Landesliga 1. Abteilung 16 Vertreter der Saison 2010/11 | Landesliga 2. Abteilung 14 Vertreter der Saison 2010/11 |
| - Türkiyemspor Berlin (RL) | - Tennis Borussia Berlin (OL) - BFC Dynamo (OL) - Berlin Ankaraspor Kulübü 07 (OL) - LFC Berlin (OL) - Reinickendorfer Füchse (OL) | - Lichtenrader BC 25 (VL) - BFC Viktoria 1889 (VL) - Hertha 03 Zehlendorf (VL) - Adlershofer BC (VL) - VfB Hermsdorf (VL) - SFC Stern 1900 (VL) - SC Gatow (VL) - Eintracht Mahlsdorf (VL) - SV Empor Berlin (VL) - Cimbria Trabzonspor Berlin (VL) - FC Spandau 06 (VL) - BFC Preussen (VL) - Köpenicker SC (VL) - SV Lichtenberg 47 (VL) - Frohnauer SC (VL) - Berliner Sport-Club (VL) - TSV Rudow (VL) - VSG Altglienicke (VL) | - Nordberliner SC (LL) - Mariendorfer SV 06 (LL) - BSV Al-Dersimspor (LL) - Club Italia (LL) - Sportfreunde Johannisthal (LL) - SV Sparta Lichtenberg (LL) - Sportfreunde Kladow (LL) - FC Stern Marienfelde (LL) - Fortuna Biesdorf (LL) - SV Hürriyet Burgund (LL) - SV Norden-Nordwest (LL) - Wartenberger SV (LL) - BSV Hürtürkel (LL) - Grünauer BC (LL) - SSC Teutonia 99 (LL) - SSC Südwest 1947 (LL) | - Concordia Britz (LL) - Spandauer SV (LL) - SC Staaken (LL) - TuS Makkabi Berlin (LL) - HSV Rot-Weiß Berlin (LL) - 1. FC Wilmersdorf (LL) - SC Charlottenburg (LL) - SSV Köpenick-Oberspree (LL) - CFC Hertha 06 (LL) - BFC Alemannia 90-Wacker (LL) - VfB Sperber Neukölln (LL) - BSC Rehberge 1945 (LL) - 1. FC Galatasaray Spandau (LL) - Tasmania Gropiusstadt (LL) |
| Bezirksliga Saison 2010/11 | Kreisliga A Saison 2010/11 | Kreisliga B Saison 2010/11 | Kreisliga C Saison 2010/11 | Freizeitliga Pokalsieger der Saison 2009/10 |
| 38 Vertreter der drei Abteilungen (BL) | 45 Vertreter der vier Abteilungen (KLA)                                                                                            | 33 Vertreter der sechs Abteilungen (KLB) | 12 Vertreter der fünf Abteilung (KLC) | Hertha 03 Zehlendorf (FZL) |
| Ligaebene in Klammern: • RL = Regionalliga • OL = Oberliga • VL = Verbandsliga (Berlin-Liga) • LL = Landesliga • BL = Bezirksliga • KLA = Kreisliga A • KLB = Kreisliga B • KLC = Kreisliga C • FZL = Freizeitliga | | | | |

## Spielmodus
Der Berliner Landespokal 2010/11 wurde im K.-o.-System ausgetragen. Es wurde zunächst versucht, in 90 Minuten einen Gewinner auszuspielen. Stand es danach unentschieden, kam es wie in anderen Pokalwettbewerben zu einer Verlängerung von 2 × 15 Minuten. War danach immer noch keine Entscheidung gefallen, wurde der Sieger im Elfmeterschießen nach dem bekannten Muster ermittelt.

## Turnierbaum
|  | Achtelfinale | Achtelfinale           | Achtelfinale        |                     |                      | Viertelfinale | Viertelfinale | Viertelfinale |  |  | Halbfinale | Halbfinale | Halbfinale |  |  | Finale | Finale | Finale |
|  |              |                        |                     |                     |                      |               |               |               |  |  |            |            |            |  |  |        |        |        |
|  | VL           | SV Lichtenberg 47      | 1                   |                     |                      |               |               |               |  |  |            |            |            |  |  |        |        |        |
|  | VL           | Hertha 03 Zehlendorf   | 3                   |                     |                      |               |               |               |  |  |            |            |            |  |  |        |        |        |
|  | VL           | Hertha 03 Zehlendorf   | 3                   | VL                  | Hertha 03 Zehlendorf | 0             |               |               |  |  |            |            |            |  |  |        |        |        |
|  |              |                        |                     | VL                  | Hertha 03 Zehlendorf | 0             |               |               |  |  |            |            |            |  |  |        |        |        |
|  |              |                        | VL                  | SFC Stern 1900      | 1                    |               |               |               |  |  |            |            |            |  |  |        |        |        |
|  | LL           | TuS Makkabi Berlin     | VL                  | SFC Stern 1900      | 1                    | 1             |               |               |  |  |            |            |            |  |  |        |        |        |
|  | LL           | TuS Makkabi Berlin     |                     |                     |                      | 1             |               |               |  |  |            |            |            |  |  |        |        |        |
|  | VL           | SFC Stern 1900         | 3                   |                     |                      |               |               |               |  |  |            |            |            |  |  |        |        |        |
|  | VL           | SFC Stern 1900         | 3                   | VL                  | SFC Stern 1900       | 2             |               |               |  |  |            |            |            |  |  |        |        |        |
|  |              |                        |                     | VL                  | SFC Stern 1900       | 2             |               |               |  |  |            |            |            |  |  |        |        |        |
|  |              | VL                     | VSG Altglienicke    | 1                   |                      |               |               |               |  |  |            |            |            |  |  |        |        |        |
|  | VL           | VL                     | VSG Altglienicke    | 1                   | VSG Altglienicke     | 5             |               |               |  |  |            |            |            |  |  |        |        |        |
|  | VL           |                        |                     |                     | VSG Altglienicke     | 5             |               |               |  |  |            |            |            |  |  |        |        |        |
|  | BL           | FV Wannsee             | 1                   |                     |                      |               |               |               |  |  |            |            |            |  |  |        |        |        |
|  | BL           | FV Wannsee             | 1                   | VL                  | VSG Altglienicke     | 3             |               |               |  |  |            |            |            |  |  |        |        |        |
|  |              |                        |                     | VL                  | VSG Altglienicke     | 3             |               |               |  |  |            |            |            |  |  |        |        |        |
|  |              |                        | LL                  | SC Staaken          | 2                    |               |               |               |  |  |            |            |            |  |  |        |        |        |
|  | LL           | SC Staaken             | LL                  | SC Staaken          | 2                    | 5             |               |               |  |  |            |            |            |  |  |        |        |        |
|  | LL           | SC Staaken             |                     |                     |                      |               |               |               |  |  |            |            |            |  |  |        |        |        |
|  | VL           | Köpenicker SC          | 1                   |                     |                      |               |               |               |  |  |            |            |            |  |  |        |        |        |
|  | VL           | Köpenicker SC          | 1                   | VL                  | SFC Stern 1900       | 0             |               |               |  |  |            |            |            |  |  |        |        |        |
|  |              |                        |                     |                     |                      |               |               |               |  |  |            |            |            |  |  |        |        |        |
|  |              | OL                     | BFC Dynamo          | 2                   |                      |               |               |               |  |  |            |            |            |  |  |        |        |        |
|  | OL           | OL                     | BFC Dynamo          | 2                   | BFC Dynamo           | 2             |               |               |  |  |            |            |            |  |  |        |        |        |
|  | OL           |                        |                     |                     | BFC Dynamo           | 2             |               |               |  |  |            |            |            |  |  |        |        |        |
|  | OL           | Berlin Ankaraspor      | 1                   |                     |                      |               |               |               |  |  |            |            |            |  |  |        |        |        |
|  | OL           | Berlin Ankaraspor      | 1                   | OL                  | BFC Dynamo           | 2             |               |               |  |  |            |            |            |  |  |        |        |        |
|  |              |                        |                     | OL                  | BFC Dynamo           | 2             |               |               |  |  |            |            |            |  |  |        |        |        |
|  |              |                        | VL                  | Berliner Sport-Club | 0                    |               |               |               |  |  |            |            |            |  |  |        |        |        |
|  | VL           | Berliner Sport-Club    | VL                  | Berliner Sport-Club | 0                    | 2             |               |               |  |  |            |            |            |  |  |        |        |        |
|  | VL           | Berliner Sport-Club    |                     |                     |                      | 2             |               |               |  |  |            |            |            |  |  |        |        |        |
|  | OL           | Tennis Borussia Berlin | 1                   |                     |                      |               |               |               |  |  |            |            |            |  |  |        |        |        |
|  | OL           | Tennis Borussia Berlin | 1                   | OL                  | BFC Dynamo           | 3             |               |               |  |  |            |            |            |  |  |        |        |        |
|  |              |                        |                     | OL                  | BFC Dynamo           | 3             |               |               |  |  |            |            |            |  |  |        |        |        |
|  |              | RL                     | Türkiyemspor Berlin | 0                   |                      |               |               |               |  |  |            |            |            |  |  |        |        |        |
|  | RL           | RL                     | Türkiyemspor Berlin | 0                   | Türkiyemspor Berlin  | 6             |               |               |  |  |            |            |            |  |  |        |        |        |
|  | RL           |                        |                     |                     |                      |               |               |               |  |  |            |            |            |  |  |        |        |        |
|  | OL           | LFC Berlin             | 0                   |                     |                      |               |               |               |  |  |            |            |            |  |  |        |        |        |
|  | OL           | LFC Berlin             | 0                   | RL                  | Türkiyemspor Berlin  | 4             |               |               |  |  |            |            |            |  |  |        |        |        |
|  |              |                        |                     | RL                  | Türkiyemspor Berlin  | 4             |               |               |  |  |            |            |            |  |  |        |        |        |
|  |              |                        | VL                  | Frohnauer SC        | 2                    |               |               |               |  |  |            |            |            |  |  |        |        |        |
|  | VL           | Frohnauer SC           | VL                  | Frohnauer SC        | 2                    | 3             |               |               |  |  |            |            |            |  |  |        |        |        |
|  | VL           | Frohnauer SC           |                     |                     |                      |               |               |               |  |  |            |            |            |  |  |        |        |        |
|  | BL           | FCK Frohnau            | 0                   |                     |                      |               |               |               |  |  |            |            |            |  |  |        |        |        |

## Ergebnisse

### Qualifikationsrunde
An der Qualifikationsrunde nahmen 110 Mannschaften von der Bezirksliga bis zur Kreisliga C sowie der Pokalsieger der Freizeitliga teil.
| Datum                 |                                        | Ergebnis                 |                                  |
| --------------------- | -------------------------------------- | ------------------------ | -------------------------------- |
| Sa 14.08., 14:00 Uhr  | 1. FC Marzahn (KLA)                    | 4:1                      | FC Hellas (KLA)                  |
| Sa 14.08., 14:00 Uhr  | Blau-Weiß Friedrichshain (KLB)         | 2:1                      | Blau-Weiß Hohenschönhausen (KLB) |
| Sa 14.08., 14:00 Uhr  | SV Blau-Gelb Berlin (BL)               | 15:00                    | SV Treptow 46 (KLB)              |
| Sa 14.08., 14:00 Uhr  | ASV Berlin (KLA)                       | 3:1                      | Borussia Pankow (KLA)            |
| Sa 14.08., 14:00 Uhr  | Minerva 93 Berlin (KLC)                | 3:1                      | SG Prenzlauer Berg (KLB)         |
| Sa 14.08., 14:15 Uhr  | SV Buchholz (KLA)                      | 7:3                      | Rot-Weiß Hellersdorf (KLA)       |
| Sa 14.08., 14:30 Uhr  | SG Nordring 1949 (KLA)                 | 5:0                      | SSG Humboldt zu Berlin (KLB)     |
| Sa 14.08., 15:00 Uhr  | SC Borussia 1920 Friedrichsfelde (KLA) | 3:4                      | Grün Weiss Baumschulenweg (KLB)  |
| So 15.08., 10:00 Uhr  | Treptower SV 1949 (KLC)                | 3:6                      | SG Blankenburg (KLA)             |
| So 15.08., 11:00 Uhr  | WFC Corso 99/Vineta (KLB)              | 1:3                      | Blau-Weiß Berolina Mitte (BL)    |
| So 15.08., 11:15 Uhr  | Schwarz-Weiß Spandau (BL)              | 06:0 1                   | BSC Göktürkspor (KLB)            |
| So 15.08., 12:00 Uhr  | FC Al-Kauthar (KLB)                    | 3:1                      | FC Phönix 56 / Ayyildiz (KLC)    |
| So 15.08., 12:15 Uhr  | CSV Olympia 1897 (KLB)                 | 3:3 n. V. (5:4 i. E.)    | Victoria Friedrichshain (KLA)    |
| So 15.08., 12:15 Uhr  | SG Eichkamp-Rupenhorn (KLC)            | 0:6                      | MSV Normannia 08 (BL)            |
| So 15.08., 12:30 Uhr  | SF Charlottenburg-Wilmersdorf (KLB)    | 6:3                      | Steglitz GB (KLB)                |
| So 15.08., 13:00 Uhr  | Empor Hohenschönhausen (KLB)           | 3:7                      | BFC Tur Abdin (BL)               |
| So 15.08., 13:00 Uhr  | SV Bau-Union Berlin (KLA)              | 3:4                      | SV Karow 96 (KLA)                |
| So 15.08., 13:30 Uhr  | BSC Agrispor (KLA)                     | 2:2 n. V. (5:4 i. E.)    | Berlin Türkspor (KLB)            |
| So 15.08., 13:30 Uhr  | 1. FC Lübars (BL)                      | 3:0                      | SG Blau-Weiß Buch (KLB)          |
| So 15.08., 14:00 Uhr  | 1. FC Schöneberg (KLB)                 | 5:0                      | BSV Oranke (KLB)                 |
| So 15.08., 14:00 Uhr  | 1. FC Besiktas Berlin (KLB)            | 2:6                      | FCK Frohnau (BL)                 |
| So 15.08., 14:00 Uhr  | FC Liria Berlin (BL)                   | 06:0 2                   | BSC Reinickendorf 21 (KLB)       |
| So 15.08., 14:00 Uhr  | 1. SV Galatasaray Berlin (BL)          | 06:0 3                   | SK Türkyurt (KLC)                |
| So 15.08., 14:00 Uhr  | SV Deportivo Latino (KLC)              | 3:0                      | SV Berlin-Chemie Adlershof (KLB) |
| So 15.08., 14:00 Uhr  | VfB Einheit zu Pankow (BL)             | 06:0 4                   | BFC Meteor 06 (KLB)              |
| So 15.08., 14:00 Uhr  | Spandauer FC Veritas (KLA)             | 4:1                      | DJK Roland-Borsigwalde (KLB)     |
| So 15.08., 14:00 Uhr  | FC Internationale Berlin (BL)          | 2:3                      | FC Grunewald (KLA)               |
| So 15.08., 14:00 Uhr  | FC Karlshorst (KLB)                    | 06:0 5                   | FK Makedonija Berlin (KLC)       |
| So 15.08., 14:00 Uhr  | NFC Rot-Weiß Berlin (KLA)              | 2:1                      | Alemannia 06 Haselhorst (KLA)    |
| So 15.08., 14:00 Uhr  | RFC Liberta (KLA)                      | 10:00                    | NSC Marathon 02 (KLB)            |
| So 15.08., 14:00 Uhr  | SC Siemensstadt (KLB)                  | 0:5                      | Samsunspor Berlin (KLB)          |
| So 15.08., 14:00 Uhr  | BFC Südring (KLA)                      | 1:0                      | SC Union 06 Berlin (BL)          |
| So 15.08., 14:00 Uhr  | SV Müggelpark Gosen (KLA)              | 3:2                      | BSV Grün-Weiss Neukölln (KLB)    |
| So 15.08., 14:00 Uhr  | Kickers Hirschgarten (KLB)             | 4:1                      | SG Oberspree (KLC)               |
| So 15.08., 14:00 Uhr  | SpVgg Hellas-Nordwest 04 (BL)          | 1:3                      | SpVgg Tiergarten (BL)            |
| So 15.08., 14:00 Uhr  | SV Stern Britz (BL)                    | 6:1                      | TSV Lichtenberg (BL)             |
| So 15.08., 14:00 Uhr  | SC Lankwitz (KLA)                      | 3:2                      | SV Berliner VG 49 (BL)           |
| So 15.08., 14:00 Uhr  | SC Union Südost (BL)                   | 3:2                      | SV Berliner Brauereien (KLA)     |
| So 15.08., 14:00 Uhr  | Hertha 03 Zehlendorf (FZL)             | 3:1                      | 1. FC Neukölln (KLA)             |
| So 15.08., 14:15 Uhr  | FSV Hansa 07 Berlin (KLA)              | 3:0                      | VfB Berlin-Friedrichshain (KLB)  |
| So 15.08., 14:15 Uhr  | FC Treptow (KLA)                       | 0:3                      | Berolina Stralau (KLA)           |
| So 15.08., 14:15 Uhr  | Sportfreunde Neukölln Rudow (KLA)      | 0:3                      | SD Croatia Berlin (BL)           |
| So 15.08., 14:15 Uhr  | TSV Helgoland 1897 (KLA)               | 3:4 n. V.                | SV Adler Berlin (KLA)            |
| So 15.08., 14:30 Uhr  | BSV Heinersdorf (KLA)                  | 13:00                    | 1. FFV Spandau (KLC)             |
| So 15.08., 14:30 Uhr  | BSC Marzahn (BL)                       | 06:0 6                   | ESV Lok Schöneweide (KLC)        |
| So 15.08., 14:40 Uhr  | BSC Eintracht/Südring 1931 (BL)        | 6:2                      | BSC Kickers 1900 (KLA)           |
| So 15.08., 15:00 Uhr  | Traber FC Mariendorf (KLA)             | 14:00                    | Besiktas Berlin SD 08 (KLC)      |
| So 15.08., 15:00 Uhr  | FC NORDOST Berlin (BL)                 | 10:10                    | BFC Germania 1888 (KLB)          |
| So 15.08., 15:00 Uhr  | FV Blau-Weiß Spandau (KLA)             | 5:2                      | SV Süden 09 (KLB)                |
| So 15.08., 15:00 Uhr  | Friedrichshagener SV (BL)              | 5:1                      | FC Karame (KLA)                  |
| So 15.08., 15:00 Uhr  | SG Rotation Prenzlauer Berg (KLB)      | 0:3                      | SC Westend 1901 (KLA)            |
| So 15.08., 16:00 Uhr  | Friedenauer TSC (BL)                   | 5:1                      | Hellersdorfer FC (KLA)           |
| Sa 21.08., 13:00 Uhr  | SV Schmöckwitz-Eichwalde (KLA)         | 4:4 n. V. 0(5:3 i. E.) 7 | SFC Friedrichshain (BL)          |
| So 22.08., 14:00 Uhr  | KSF Anadolu-Umutspor (KLA)             | 03:4 8                   | TSV Eiche Köpenick (KLB)         |
| Di .31.08., 19:30 Uhr | HFC Schwarz-Weiß (KLC)                 | 00:9 7                   | SG Stern Kaulsdorf (KLA)         |

### 1. Hauptrunde
An der 1. Hauptrunde nahmen 128 Mannschaften teil, die sich aus den Siegern der Qualifikationsrunde und den restlichen Vertretungen von der Regionalliga bis zur Kreisliga A zusammensetzten.
| Datum                 |                                     | Ergebnis               |                                 |
| --------------------- | ----------------------------------- | ---------------------- | ------------------------------- |
| Sa 11.09., 13:00 Uhr  | SV Lichtenberg 47 (VL)              | 5:1                    | CFC Hertha 06 (LL)              |
| Sa 11.09., 13:00 Uhr  | Köpenicker SC (VL)                  | 2:1                    | Friedrichshagener SV (BL)       |
| Sa 11.09., 14:00 Uhr  | VSG Altglienicke (VL)               | 8:0                    | SV Adler Berlin (KLA)           |
| Sa 11.09., 14:00 Uhr  | Weißenseer FC (BL)                  | 00:10                  | TuS Makkabi Berlin (LL)         |
| Sa 11.09., 14:00 Uhr  | Blau-Weiß Mahlsdorf/Waldesruh (KLA) | 0:6                    | Berliner Sport-Club (VL)        |
| Sa 11.09., 14:00 Uhr  | SSV Köpenick-Oberspree (LL)         | 4:3                    | SG Nordring 1949 (KLA)          |
| Sa 11.09., 15:30 Uhr  | 1. FC Marzahn (KLA)                 | 5:1                    | SV Schmöckwitz-Eichwalde (KLA)  |
| So 12.09., 10:45 Uhr  | FC Spandau 06 (VL)                  | 4:2                    | SC Charlottenburg (LL)          |
| So 12.09., 11:00 Uhr  | BFC Preussen (VL)                   | 7:1                    | NFC Rot-Weiß Berlin (KLA)       |
| So 12.09., 12:15 Uhr  | CSV Olympia 1897 (KLB)              | 2:2 n. V. (3:2 i. E.)  | DJK Schwarz-Weiß Neukölln (KLA) |
| So 12.09., 12:30 Uhr  | SF Charlottenburg-Wilmersdorf (KLB) | 0:3                    | Wartenberger SV (LL)            |
| So 12.09., 13:00 Uhr  | FC Stern Marienfelde (LL)           | 12:10                  | Samsunspor Berlin (KLB)         |
| So 12.09., 13:30 Uhr  | 1. FC Lübars (BL)                   | 2:5                    | SC Union Südost (BL)            |
| So 12.09., 14:00 Uhr  | Concordia Wittenau (BL)             | 4:1                    | Hertha 03 Zehlendorf (FZL)      |
| So 12.09., 14:00 Uhr  | HSV Rot-Weiß Berlin (LL)            | 2:1                    | TSV Rudow (VL)                  |
| So 12.09., 14:00 Uhr  | Spandauer SV (LL)                   | 0:6                    | Grünauer BC (LL)                |
| So 12.09., 14:00 Uhr  | Berolina Stralau (KLA)              | 1:2 n. V.              | Tasmania Gropiusstadt (LL)      |
| So 12.09., 14:00 Uhr  | SG Stern Kaulsdorf (KLA)            | 1:2                    | MSV Normannia 08 (BL)           |
| So 12.09., 14:00 Uhr  | FC Karlshorst (KLB)                 | 0:8                    | Adlershofer BC (VL)             |
| So 12.09., 14:00 Uhr  | FSV Spandauer Kickers (BL)          | 2:3                    | SV Empor Berlin (VL)            |
| So 12.09., 14:00 Uhr  | Nordberliner SC (LL)                | 3:0                    | BSV Heinersdorf (KLA)           |
| So 12.09., 14:00 Uhr  | FC Arminia Heiligensee (KLA)        | 4:3                    | BSC Rehberge 1945 (LL)          |
| So 12.09., 14:00 Uhr  | RFC Liberta (KLA)                   | 4:0                    | BSC Agrispor (KLA)              |
| So 12.09., 14:00 Uhr  | SG Blankenburg (KLA)                | 00:15                  | Club Italia (LL)                |
| So 12.09., 14:00 Uhr  | SV Nord Wedding (KLA)               | 3:6                    | Schwarz-Weiß Spandau (BL)       |
| So 12.09., 14:00 Uhr  | 1. FC Schöneberg (KLB)              | 2:1                    | BSC Marzahn (BL)                |
| So 12.09., 14:00 Uhr  | BSV Al-Dersimspor (LL)              | 5:0                    | Mariendorfer SV 06 (LL)         |
| So 12.09., 14:00 Uhr  | Hertha 03 Zehlendorf (VL)           | 06:0 9                 | Kickers Hirschgarten (KLB)      |
| So 12.09., 14:00 Uhr  | 1. FC Wacker Lankwitz (BL)          | 0:3                    | FC NORDOST Berlin (BL)          |
| So 12.09., 14:00 Uhr  | FC Concordia Wilhelmsruh (BL)       | 2:1 n. V.              | FC Al-Kauthar (KLB)             |
| So 12.09., 14:00 Uhr  | SC Lankwitz (KLA)                   | 1:4                    | SV Stern Britz (BL)             |
| So 12.09., 14:00 Uhr  | VfB Sperber Neukölln (LL)           | 3:0                    | SD Croatia Berlin (BL)          |
| So 12.09., 14:00 Uhr  | SV Deportivo Latino (KLC)           | 1:1 n. V. (2:4 i. E.)  | Minerva 93 Berlin (KLC)         |
| So 12.09., 14:00 Uhr  | SC Staaken (LL)                     | 3:3 n. V. (10:9 i. E.) | SV Blau-Gelb Berlin (BL)        |
| So 12.09., 14:00 Uhr  | SV Karow 96 (KLA)                   | 6:1                    | Grün Weiss Baumschulenweg (KLB) |
| So 12.09., 14:00 Uhr  | BFC Südring (KLA)                   | 2:3                    | FC Liria Berlin (BL)            |
| So 12.09., 14:00 Uhr  | SV Sparta Lichtenberg (LL)          | 5:2                    | SpVgg Tiergarten (BL)           |
| So 12.09., 14:00 Uhr  | SV Müggelpark Gosen (KLA)           | 2:0                    | Sportfreunde Johannisthal (LL)  |
| So 12.09., 14:00 Uhr  | Hilalspor Berlin (BL)               | 3:2                    | BFC Tur Abdin (BL)              |
| So 12.09., 14:00 Uhr  | SC Gatow (VL)                       | 6:1                    | FSV Hansa 07 Berlin (KLA)       |
| So 12.09., 14:00 Uhr  | Fortuna Biesdorf (LL)               | 9:1                    | Spandauer FC Veritas (KLA)      |
| So 12.09., 14:15 Uhr  | BFC Viktoria 1889 (VL)              | 13:00                  | SC Berliner Amateure (KLA)      |
| So 12.09., 14:15 Uhr  | SC Westend 1901 (KLA)               | 5:1                    | SV Norden-Nordwest (LL)         |
| So 12.09., 14:15 Uhr  | Cimbria Trabzonspor Berlin (VL)     | 9:0                    | VSG Rahnsdorf (KLA)             |
| So 12.09., 14:15 Uhr  | Sportfreunde Kladow (LL)            | 3:2 n. V.              | ASV Berlin (KLA)                |
| So 12.09., 14:15 Uhr  | Lichtenrader BC 25 (VL)             | 0:5                    | Frohnauer SC (VL)               |
| So 12.09., 14:15 Uhr  | BSV Hürtürkel (LL)                  | 6:0                    | Traber FC Mariendorf (KLA)      |
| So 12.09., 14:30 Uhr  | SFC Stern 1900 (VL)                 | 4:0                    | SV Buchholz (KLA)               |
| So 12.09., 14:40 Uhr  | BSC Eintracht/Südring 1931 (BL)     | 2:3                    | SSC Teutonia 99 (LL)            |
| So 12.09., 14:40 Uhr  | SV Hürriyet Burgund (LL)            | 3:1                    | BFC Alemannia 90-Wacker (LL)    |
| So 12.09., 15:00 Uhr  | 1. FC Wilmersdorf (LL)              | 4:0                    | FC Brandenburg 03 (BL)          |
| So 12.09., 15:00 Uhr  | Concordia Britz (LL)                | 2:2 n. V. (2:4 i. E.)  | FV Wannsee (BL)                 |
| So 12.09., 15:00 Uhr  | Blau-Weiß Hohen Neuendorf (BL)      | 1:3                    | FCK Frohnau (BL)                |
| So 12.09., 15:00 Uhr  | Eintracht Mahlsdorf (VL)            | 8:0                    | FC Grunewald (KLA)              |
| So 12.09., 15:00 Uhr  | VfB Hermsdorf (VL)                  | 3:0                    | SV Blau Weiss Berlin (BL)       |
| So 12.09., 15:45 Uhr  | 1. FC Galatasaray Spandau (LL)      | 7:0                    | TSV Eiche Köpenick (KLB)        |
| So 12.09., 15:45 Uhr  | 1. SV Galatasaray Berlin (BL)       | 2:0                    | Blau-Weiß Berolina Mitte (BL)   |
| So 12.09., 15:45 Uhr  | Friedenauer TSC (BL)                | 5:2                    | Blau-Weiß Friedrichshain (KLB)  |
| Di .14.09., 18:00 Uhr | Berlin Ankaraspor Kulübü 07 (OL)    | 5:1                    | FSV Fortuna Pankow (BL)         |
| Di .14.09., 19:00 Uhr | Berliner SV 1892 (BL)               | 3:5                    | Tennis Borussia Berlin (OL)     |
| Di .14.09., 19:30 Uhr | LFC Berlin (OL)                     | 9:0                    | FV Blau-Weiß Spandau (KLA)      |
| Di .14.09., 19:45 Uhr | SC Borsigwalde 1910 (BL)            | 1:3                    | Reinickendorfer Füchse (OL)     |
| Mi .15.09., 18:00 Uhr | BFC Dynamo (OL)                     | 5:0                    | SSC Südwest 1947 (LL)           |
| Mi 0.6.10., 19:00 Uhr | Türkiyemspor Berlin (RL)            | 5:0                    | VfB Einheit zu Pankow (BL)      |

### 2. Hauptrunde
An der 2. Hauptrunde nahmen die 64 Sieger der 1. Hauptrunde teil.
| Datum                 |                                | Ergebnis              |                                  |
| --------------------- | ------------------------------ | --------------------- | -------------------------------- |
| Do 07.10., 20:00 Uhr  | Nordberliner SC (LL)           | 2:2 n. V. (5:3 i. E.) | BFC Viktoria 1889 (VL)           |
| Sa 09.10., 14:00 Uhr  | SV Empor Berlin (VL)           | 10:00                 | MSV Normannia 08 (BL)            |
| Sa 09.10., 14:00 Uhr  | Köpenicker SC (VL)             | 5:0                   | SV Müggelpark Gosen (KLA)        |
| Sa 09.10., 14:00 Uhr  | VSG Altglienicke (VL)          | 4:0                   | SC Union Südost (BL)             |
| Sa 09.10., 14:00 Uhr  | BFC Dynamo (OL)                | 11:00                 | FC Concordia Wilhelmsruh (BL)    |
| Sa 09.10., 14:00 Uhr  | Adlershofer BC (VL)            | 0:2                   | Berlin Ankaraspor Kulübü 07 (OL) |
| Sa 09.10., 14:00 Uhr  | SSV Köpenick-Oberspree (LL)    | 3:2                   | Cimbria Trabzonspor Berlin (VL)  |
| Sa 09.10., 14:00 Uhr  | 1. FC Marzahn (KLA)            | 0:2                   | FCK Frohnau (BL)                 |
| So 10.10., 10:45 Uhr  | FC Spandau 06 (VL)             | 2:0                   | Sportfreunde Kladow (LL)         |
| So 10.10., 10:45 Uhr  | Berliner Sport-Club (VL)       | 4:1                   | FC Stern Marienfelde (LL)        |
| So 10.10., 14:00 Uhr  | HSV Rot-Weiß Berlin (LL)       | 2:2 n. V. (2:4 i. E.) | VfB Hermsdorf (VL)               |
| So 10.10., 14:00 Uhr  | Minerva 93 Berlin (KLC)        | 0:4                   | FV Wannsee (BL)                  |
| So 10.10., 14:00 Uhr  | SV Karow 96 (KLA)              | 1:3                   | Wartenberger SV (LL)             |
| So 10.10., 14:00 Uhr  | Concordia Wittenau (BL)        | 1:3 n. V.             | SV Lichtenberg 47 (VL)           |
| So 10.10., 14:00 Uhr  | FC Liria Berlin (BL)           | 1:2                   | Fortuna Biesdorf (LL)            |
| So 10.10., 14:00 Uhr  | Hilalspor Berlin (BL)          | 4:0                   | CSV Olympia 1897 (KLB)           |
| So 10.10., 14:00 Uhr  | SV Stern Britz (BL)            | 1:2                   | BSV Hürtürkel (LL)               |
| So 10.10., 14:00 Uhr  | SC Staaken (LL)                | 2:1                   | BSV Al-Dersimspor (LL)           |
| So 10.10., 14:00 Uhr  | SV Sparta Lichtenberg (LL)     | 5:3                   | FC NORDOST Berlin (BL)           |
| So 10.10., 14:00 Uhr  | Frohnauer SC (VL)              | 4:3 n. V.             | SV Hürriyet Burgund (LL)         |
| So 10.10., 14:15 Uhr  | SC Westend 1901 (KLA)          | 4:2                   | SSC Teutonia 99 (LL)             |
| So 10.10., 14:30 Uhr  | Tasmania Gropiusstadt (LL)     | 0:3                   | TuS Makkabi Berlin (LL)          |
| So 10.10., 14:30 Uhr  | SFC Stern 1900 (VL)            | 1:1 n. V. (4:3 i. E.) | Club Italia (LL)                 |
| So 10.10., 15:00 Uhr  | 1. FC Wilmersdorf (LL)         | 0:2                   | Hertha 03 Zehlendorf (VL)        |
| So 10.10., 15:00 Uhr  | Eintracht Mahlsdorf (VL)       | 3:2                   | BFC Preussen (VL)                |
| So 10.10., 15:15 Uhr  | Friedenauer TSC (BL)           | 3:1                   | Grünauer BC (LL)                 |
| So 10.10., 15:45 Uhr  | 1. SV Galatasaray Berlin (BL)  | 3:3 n. V. (1:3 i. E.) | VfB Sperber Neukölln (LL)        |
| So 10.10., 16:30 Uhr  | 1. FC Galatasaray Spandau (LL) | 10:00                 | FC Arminia Heiligensee (KLA)     |
| Di .12.10., 18:30 Uhr | Schwarz-Weiß Spandau (BL)      | 1:3                   | Reinickendorfer Füchse (OL)      |
| Mi .13.10., 18:30 Uhr | 1. FC Schöneberg (KLB)         | 0:3                   | Türkiyemspor Berlin (RL)         |
| Di .19.10., 18:30 Uhr | LFC Berlin (OL)                | 4:1                   | SC Gatow (VL)                    |
| Mi .20.10., 18:30 Uhr | RFC Liberta (KLA)              | 1:7                   | Tennis Borussia Berlin (OL)      |

### 3. Hauptrunde
An der 3. Hauptrunde nahmen die 32 Sieger der 2. Hauptrunde teil.
Die Auslosung wurde am 10. Dezember 2010 vorgenommen.
| Datum                 |                             | Ergebnis              |                                  |
| --------------------- | --------------------------- | --------------------- | -------------------------------- |
| Di 0.8.02., 19:00 Uhr | Tennis Borussia Berlin (OL) | 8:0                   | VfB Sperber Neukölln (LL)        |
| Di 0.8.02., 19:00 Uhr | BFC Dynamo (OL)             | 3:0                   | SSV Köpenick-Oberspree (LL)      |
| Di 0.8.02., 19:30 Uhr | Hertha 03 Zehlendorf (VL)   | 2:2 n. V. (4:3 i. E.) | FC Spandau 06 (VL)               |
| Di 0.8.02., 19:30 Uhr | SV Empor Berlin (VL)        | 1:2 n. V.             | VSG Altglienicke (VL)            |
| Di 0.8.02., 20:00 Uhr | SFC Stern 1900 (VL)         | 3:1                   | Friedenauer TSC (BL)             |
| Mi 0.9.02., 19:00 Uhr | TuS Makkabi Berlin (LL)     | 8:0                   | Wartenberger SV (LL)             |
| Mi 0.9.02., 19:00 Uhr | SC Staaken (LL)             | 7:2 n. V.             | BSV Hürtürkel (LL)               |
| Mi 0.9.02., 19:00 Uhr | Türkiyemspor Berlin (RL)    | 3:0                   | Eintracht Mahlsdorf (VL)         |
| Mi 0.9.02., 19:00 Uhr | Berliner Sport-Club (VL)    | 5:2                   | SV Sparta Lichtenberg (LL)       |
| Mi 0.9.02., 19:00 Uhr | SV Lichtenberg 47 (VL)      | 2:0                   | 1. FC Galatasaray Spandau (LL)   |
| Mi 0.9.02., 19:00 Uhr | FCK Frohnau (BL)            | 3:2                   | SC Westend 1901 (KLA)            |
| Mi 0.9.02., 19:00 Uhr | VfB Hermsdorf (VL)          | 3:4                   | Köpenicker SC (VL)               |
| Mi 0.9.02., 19:00 Uhr | FV Wannsee (BL)             | 2:1                   | Nordberliner SC (LL)             |
| Mi 0.9.02., 19:00 Uhr | Hilalspor Berlin (BL)       | 1:2                   | Frohnauer SC (VL)                |
| Di .15.02., 19:30 Uhr | LFC Berlin (OL)             | 4:1                   | Fortuna Biesdorf (LL)            |
| Mi .16.02., 19:00 Uhr | Reinickendorfer Füchse (OL) | 1:4                   | Berlin Ankaraspor Kulübü 07 (OL) |

### Achtelfinale
Am Achtelfinale nahmen die 16 Sieger der 3. Hauptrunde teil.
Die Auslosung wurde am 25. Februar 2011 vorgenommen.
| Datum                 |                          | Ergebnis  |                                     |
| --------------------- | ------------------------ | --------- | ----------------------------------- |
| Di .15.03., 19:00 Uhr | Frohnauer SC (VL)        | 3:0       | FCK Frohnau (BL)                    |
| Mi .16.03., 19:00 Uhr | SC Staaken (LL)          | 5:1       | Köpenicker SC (VL)                  |
| Mi .16.03., 19:00 Uhr | SV Lichtenberg 47 (VL)   | 1:3       | Hertha 03 Zehlendorf (VL)           |
| Mi .16.03., 19:00 Uhr | TuS Makkabi Berlin (LL)  | 1:3       | SFC Stern 1900 (VL)                 |
| Mi .16.03., 19:00 Uhr | Berliner Sport-Club (VL) | 2:1       | Tennis Borussia Berlin (OL)         |
| Mi .16.03., 19:00 Uhr | Türkiyemspor Berlin (RL) | 6:0       | LFC Berlin (OL)                     |
| Di .22.03., 19:30 Uhr | VSG Altglienicke (VL)    | 5:1       | FV Wannsee (BL)                     |
| Mi .23.03., 19:00 Uhr | BFC Dynamo (OL)          | 2:1 n. V. | Berlin Ankaraspor Kulübü 07 (OL) 10 |

### Viertelfinale
Am Viertelfinale nahmen die acht Sieger aus dem Achtelfinale teil.
Die Auslosung wurde am 1. April 2011 vorgenommen.
| Datum                 |                           | Ergebnis |                          |
| --------------------- | ------------------------- | -------- | ------------------------ |
| Mi .20.04., 19:00 Uhr | Türkiyemspor Berlin (RL)  | 4:2      | Frohnauer SC (VL)        |
| Do 21.04., 19:45 Uhr  | VSG Altglienicke (VL)     | 3:2      | SC Staaken (LL)          |
| Fr .22.04., 14:00 Uhr | BFC Dynamo (OL)           | 2:0      | Berliner Sport-Club (VL) |
| Mo 25.04., 14:00 Uhr  | Hertha 03 Zehlendorf (VL) | 0:1      | SFC Stern 1900 (VL)      |

### Halbfinale
Am Halbfinale nahmen die vier Sieger aus dem Viertelfinale teil.
Die Auslosung wurde am 1. April 2011 vorgenommen.
| Datum                 |                     | Ergebnis  |                          |
| --------------------- | ------------------- | --------- | ------------------------ |
| Mi .18.05., 18:30 Uhr | BFC Dynamo (OL)     | 3:0       | Türkiyemspor Berlin (RL) |
| Mi .18.05., 20:00 Uhr | SFC Stern 1900 (VL) | 2:1 n. V. | VSG Altglienicke (VL)    |

### Finale
| SFC Stern 1900                                                                  | SFC Stern 1900 | BFC Dynamo | BFC Dynamo |
| ------------------------------------------------------------------------------- | --- | --- | ---------- |
| SFC Stern 1900                                                                  | \| Mittwoch, 8. Juni 2011 um 19:00 Uhr in Berlin (Friedrich-Ludwig-Jahn-Sportpark) \| \| Ergebnis: 0:2 (0:0) \| \| Zuschauer: 5.101 \| \| Schiedsrichter: Robert Wessel \|                                                                | \| Mittwoch, 8. Juni 2011 um 19:00 Uhr in Berlin (Friedrich-Ludwig-Jahn-Sportpark) \| \| Ergebnis: 0:2 (0:0) \| \| Zuschauer: 5.101 \| \| Schiedsrichter: Robert Wessel \| | BFC Dynamo |
| SFC Stern 1900                                                                  | Erkan Türkoglu – Ferit Erkul, Tino Kerber, Lars Krell, Mustafa Sacli (80. Dennis Freyer) – Christoph Hampel, Denis Rüdel (71. Hassan Ayad), Patrick Mattern – Nidal Swaidan, Ibrahim El-Asmer, Andreas Thurau Cheftrainer: Rainer Liedtke | Daniel Rothe – Alexander Rahmig, Martin Neubert, Amadeus Wallschläger , Gökhan Ahmetcik – David Schimmelpfennig, Nico Paepke (60. Firat Karaduman) – Martin Lange, Kevin-John Gutsche (75. Emerson), Matthias Steinborn – Norbert Lemcke (81. Stefan Malchow) Cheftrainer: Heiko Bonan | BFC Dynamo |
| SFC Stern 1900                                                                  | 0:1 Alexander Rahmig (56.) 0:2 Matthias Steinborn (66.) | | BFC Dynamo |
| SFC Stern 1900                                                                  | Mustafa Sacli, Hassan Ayad | Martin Neubert | BFC Dynamo |
| Mittwoch, 8. Juni 2011 um 19:00 Uhr in Berlin (Friedrich-Ludwig-Jahn-Sportpark) | | |            |
| Ergebnis: 0:2 (0:0)                                                             | | |            |
| Zuschauer: 5.101                                                                | | |            |
| Schiedsrichter: Robert Wessel                                                   | | |            |

## Der Landespokalsieger im DFB-Pokal 2011/12
| Datum                      |                | Ergebnis  |                          | Runde         |
| -------------------------- | -------------- | --------- | ------------------------ | ------------- |
| Sa., 30.07.2011, 15:30 Uhr | BFC Dynamo (V) | 0:3 (0:2) | 1. FC Kaiserslautern (I) | 1. Hauptrunde |